# 韦斯普雷姆沃尔沙尼
韦斯普雷姆沃尔沙尼，是匈牙利杰尔-莫雄-肖普朗州所辖的一个村。总面积21.19平方公里，总人口994，人口密度46.9人/平方公里（2011年1月1日）。